# گاز سگ
گاز گرفتگی توسط سگ یکی از رفتارهای تدافعی سگ است. در گاز گرفتن توسط دندان به قربانی آسیب رسانده می‌شود. ریسک بیماری هاری در گاز گرفتگی توسط سگ وجود دارد.

## جلوگیری از گازگرفتگی توسط سگ
1. از سگ نترسید و واکنش هیجانی مانند فریاد یا جیغ از خود بروز ندهید.
2. بی حرکت بمانید و با صدای آرام صحبت کنید
3. هیچ وقت در چشمان سگ مهاجم نگاه نکنید و تماس چشمی برقرار نکنید.
4. مانعی و حایلی بین خود و سگ ایجاد کنید.اگر سوار دوچرخه هستید توقف کنید و دوچرخه را بین خود و سگ قرار دهید.
5. آرام برگردید و با حیوان رو به رو شوید تا برود.[۱]